# Hartenburg
Die Hartenburg war eine mittelalterliche Burg in der Gemarkung Römhild im Landkreis Hildburghausen in Thüringen.

## Geographische Lage
Die Höhenburg lag auf dem Hartenberg, einem Seitengipfel der Gleichberge (404 m ü. NN), zwischen der Stadt Römhild im Westen und dem Großen Gleichberg im Südosten.

## Geschichte
Die Hartenburg wurde im 10./11. Jahrhundert erbaut. Um 1178 stand sie unter Aufsicht eines hennebergischen Burgmannes. Bei der Hauptteilung der Grafschaft Henneberg wurde die Burg im Jahr 1274 Stammsitz einer der drei Linien, welche nach der Burg den Namen „Henneberg-Hartenberg“ trug. Diese Linie unter dem Grafen Heinrich IV.  von Henneberg (reg. 1274–1317) war neben der Hartenburg und der darunter liegenden Stadt Römhild vor allem im Thüringer Wald begütert.
Bereits mit Berthold X. von Henneberg-Hartenberg (reg. 1348–1371), dem Enkelsohn Heinrichs IV., starb 1378 diese Hennebergische Linie aus. Den größten Teil der Besitzungen der Hartenberger, darunter die Hartenburg, verkaufte Berthold X. bereits 1371 an seinen Verwandten Hermann IV. von Henneberg-Aschach (reg. 1352–1403). Nachdem der Würzburger Bischof deren Stammburg in Aschach in seinen Besitz gebracht hatte, verlegte der Graf von Henneberg-Aschach im Jahr 1402 seinen Sitz auf die Hartenburg. Zu dieser Zeit befand sich auf der Hartenburg ein gräfliches Hofgericht. 1417 entstand auf dem Gelände eine Kapelle. Ein Problem der Burg war die schwierige Versorgung mit Wasser.
Die Linie Henneberg-Aschach wurde 1468 in einen „Münnerstädter Teil“ unter Graf Otto III. und einen „Römhilder Teil“ mit der Hartenburg unter Graf Friedrich II geteilt. Letzterer verlegte seine Residenz in die Stadt Römhild, wo zwischen 1465 und 1491 das Schloss Glücksburg als Folgebau der Hartenburg entstand. Auf der Hartenburg wohnten seitdem Forstbedienstete. Bei der erneuten Teilung der Römhilder Linie im Jahr 1532 kam die Hartenburg mit der Stadt Römhild an den Grafen Berthold XVI. von Henneberg-Römhild. Aufgrund finanzieller Probleme musste dieser seine Besitzungen im Jahr 1548, ein Jahr vor seinem Tod, an die mit ihm verwandten Grafen von Mansfeld verkaufen. Diese wiederum verkauften die Herrschaft Römhild mit der Hartenburg im Jahr 1555 an die ernestinischen Herzöge von Sachsen.
Die Hartenburg zählte 1566 zur Coburgischen Landesportion des Herzogtums Sachsen und fiel bei der Erfurter Teilung im Jahr 1572 an das Herzogtum Sachsen-Coburg-Eisenach und bei dessen Teilung an das Herzogtum Sachsen-Coburg. Danach gehörte die Burg ab 1633 wieder zur Linie Sachsen-Coburg-Eisenach, ab 1640 zu Sachsen-Altenburg, ab 1672 zu Sachsen-Gotha-Altenburg und seit dessen Teilung im Jahr 1680 zum Herzogtum Sachsen-Römhild. Herzog Heinrich von Sachsen-Römhild ließ um 1680/81 die Reste der Hartenburg vollständig abtragen, weshalb heute keine Überreste mehr vorhanden sind.